# Annemasse
Annemasse (en francoprovenzal Anemâsse) es una comuna francesa situada en el departamento de Alta Saboya, en la región de Auvernia-Ródano-Alpes.

## Geografía
Está ubicada a proximidad de la frontera con Suiza, en el área urbana de la ciudad de Ginebra.

## Demografía

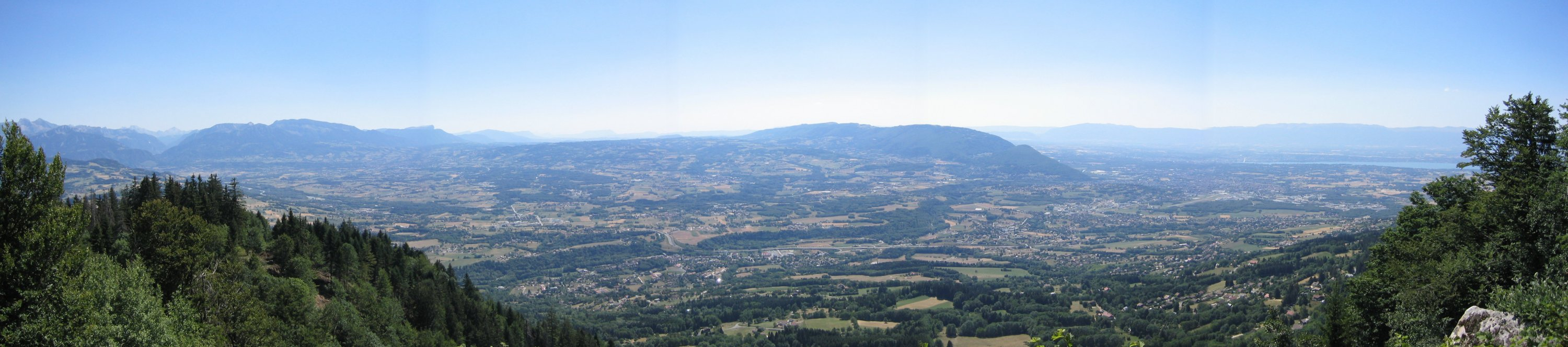
Vista del relieve montañoso ginebrino desde la comuna de Annemasse

| 515 | 615 | 616 | 776 | 1 049 | 1 047 | 1 045 | 1 124 | 1 203 | 1 143 | 1 221 | 1 521 | 1 996 | 2 380 | 2 460 | 2 811 | 3 052 | 3 334 | 4 208 | 6 009 | 7 092 | 8 018 | 8 831 | 10 209 | 13 814 | 17 166 | 23 384 | 26 204 | 27 669 | 27 253 | 29 540 | 32 657 | 35 712 |
| Para los censos de 1962 a 1999 la población legal corresponde a la población sin duplicidades (Fuente: INSEE [Consultar]) |     |     |     |       |       |       |       |       |       |       |       |       |       |       |       |       |       |       |       |       |       |       |        |        |        |        |        |        |        |        |        |        |